# Héliport d'Aappilattoq
L'héliport d'Aappilattoq (code OACI : BGAG) est un héliport reliant le village d'Aappilattoq, dans la municipalité de Qaasuitsup dans le nord-ouest du Groenland. Il est desservi par la compagnie Air Greenland.